# Belfast Botanic
Belfast Botanic (ang: Botanic railway station) – stacja kolejowa w Belfaście, w obszarze Botanic, w Irlandii Północnej, w Wielkiej Brytanii. Znajduje się w okolicy Queen's University Belfast, Shaftesbury Square i Botanic Avenue. Stacja bierze swoją nazwę od ogrodu botanicznego. Jest to jedna z czterech stacji znajdujących się w centrum miasta, pozostałe to City Hospital, Great Victoria Street i Central.
Została otwarta 4 listopada 1976 roku i znajduje się niedaleko stacji Belfast City Hospital.
Pasażerowie wysiadający na stacji mogą odwiedzić Ulster Museum, które znajduje się na skraju Ogrodu Botanicznego.

## Linie kolejowe
- Belfast – Derry
- Belfast – Larne
- Belfast – Newry
- Belfast – Bangor